# 身体心理学
身体心理学（しんたいしんりがく）とは、心身二元論的な分断を避け身体的要素との関連の上で心理学的研究・実践を進める心理学の一分野である。とくに、物体的で解剖学的な身体ではなく「私にとって感じられているからだ」に注目し「からだとこころ」の関係をこころの側から研究するものである（平仮名の「からだ」は、竹内敏晴による「からだとことばのレッスン」に見るように「物質的あるいは解剖学的な身体」と対比する意味合いで平仮名にすることが多い）。
英語では一般的にはbody psychology、学術的な意味合いではsomatic psychology(ソマティック心理学：身体的な心理学)と表記される（物体的な意味をもつbodyを避けてsomaticを用いる傾向がある）。またpsychosomatic(s)は心身症の意味を含む。

## 身体心理学の必要性と進展
心理学は「身心一如」としてとらえられる身心連関から「こころ」のみを取り出して研究対象とする学問であった。しかし、1)催眠暗示が身体的変化をもたらすことが医学的に把握されていること、次いで、2)そうした身心連関の存在から心身医学および心療内科が展開されてきたこと、といった実証的把握の中で、「こころとからだ」の結びつきをあらためて心理学の研究対象として取り込むべき段階にある。物質的解剖学的生理学的「身体」を「こころ・思い」という心的状況との関連において把握する身体心理学の確立が急がれる。そうした身体心理学の根拠や実質を構成する領域としては以下のように様々な観点が考えられる。

### 哲学的身体論から
心身二元論などの基本的議論は心身問題として扱われている（心の哲学)。
ひとは働き動く自分の身体を感じつつ生きているという事実から「ひとは身体として生きている」という理解が生まれる。その際、たとえば痛みを感じている私は「指（身体）が痛い」というように身体を対象化してとらえるのか、あるいは「痛む指」を通じて「私は痛い」というように体験する「私」に注意を向けるのかといった視点は、現象学そして哲学的身体論(市川浩)に連なるテーマである。

### 言語的カウンセリングの限界から
欧米においては身体心理学的研究や身体心理療法として分類されるアプローチが多様に展開されている。それは、精神分析や心理学的カウンセリングなどの言語的アプローチによる対処だけでは、PTSDや重度のトラウマあるいは心理的フラッシュバックなどのように問題や症状がすでに身体的現象として現れている場合に限界があることが明らかなためである。

### 発達心理学および精神分析から
乳幼児の母子関係に関する精神分析的対象関係論は、いわば発達身体心理学における理論的仮説あるいは理念型の一つと考えられる。しかし、母子交流の実証的研究に基づいてスターン(Daniel Stern)は、理論的に構築された臨床乳児(clinical infant)と実際に観察された被観察乳児(observed infant)に大きなズレを見いだし、精神分析の母子関係に関する想定に疑問を呈している。

### 医療・看護の現場から
医療現場における医療的な対処が身体面への働きかけに留まるならば、「そうした身体的問題を抱えている患者は人としてどのように生きていくか」という問題を先鋭化させる。そうした問題意識は医学と看護学などの学問的方向性の相違に留まらず、病を得つつ生きている患者の生活の質 QOLをどのように高めていくのかというテーマに結びつく。たとえば、医療的な指示に「素直に従わない」とされノンコンプライアンス(non-compliance)と揶揄される患者群に問題があるのか、本人の「こころ・思い」についての視点を欠く医療的アプローチに問題があるのかなど。

### 障がい児・者の臨床・リハビリから
身体的障がい（障害）をもちながら生活していくことを支援する理学療法や動作法などのアプローチでは、身体的あるいは外面からの把握のみならず、そうした身体的介入の一つ一つが本人にとってどのような意味あいと価値をもつことして了解されているのかが重要な要素である。たとえば障がい受容といったテーマについても、当事者自身が自らの障がいをどのようにとらえているのかを適切に把握することが必須である。

### 身体的鎧(よろい)という身体化から
精神分析界からは後に異端とされたライヒ (Wilhelm Reich)、その後継者であるアレクサンダー・ローウェン (ALexander Lowen)らは、心理的問題が身体化し「筋肉の鎧」(muscle armor)となることを見いだした。文化や社会的要素も単に概念的に内在化されるだけではなく同様に身体化されるため、広義での心理的成長や自己実現には身体的「鎧」からの解放という身体的変容が必要となる。